# Mosfellsbær
Mosfellsbær est une municipalité du Sud-Ouest de l'Islande, située à 12 kilomètres à l'Est de la capitale Reykjavik.
Sa superficie totale est de 197 km² et sa population en septembre 2014 était de 9 075 habitants.
La ville est située à environ 15 minutes de voiture depuis le centre-ville de Reykjavik.
Le Prix Nobel de littérature 1955 Halldór Laxness a passé une partie de son enfance à Mosfellsbær, et fut nommé citoyen d'honneur de la ville.

## Jumelages
La ville de Mosfellsbær est jumelée avec :
- Thisted (Danemark)
- Uddevalla (Suède)
- Loimaa (Finlande)
- Skien (Norvège)